# Finnboda Varv

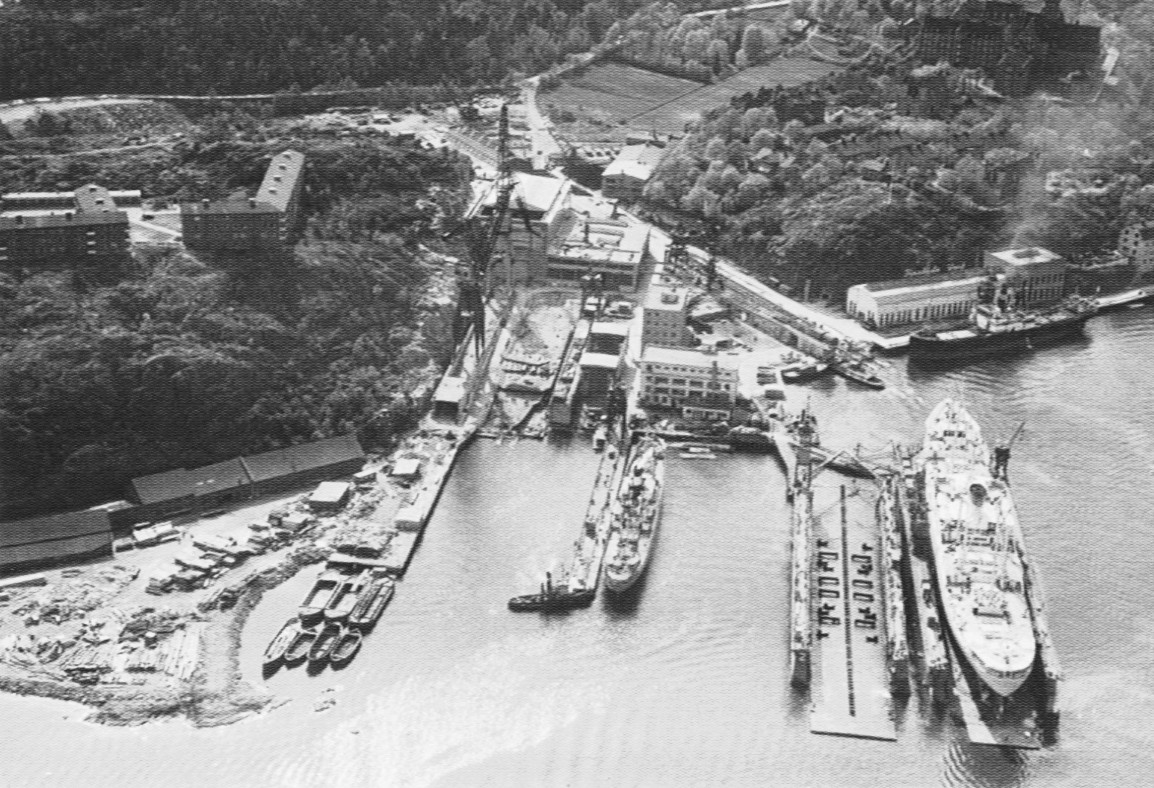
Finnboda Varv, Anfang der 1950er Jahre.

Finnboda Varv war eine Werft in Nacka, östlich des Stadtzentrums von Stockholm, Schweden.
Die Werft wurde von dem Eisen- und Schiffbauunternehmen Bergsunds Mekaniska Verkstads im Jahre 1878 gegründet, da die Größe der Schiffe, die Bergsunds auf seiner bisherigen Werft am Liljeholmsvik, am westlichen Ende von Södermalm in Stockholm, reparieren oder bauen konnte, durch die Schleuse zum Saltsjön, die „Slussen“, limitiert war.  Bergsunds kaufte daher am 31. Dezember 1873 das Eisen- und Drahtwerk Finnboda am Saltsjön in Nacka und legte dort in den Folgejahren eine Werft für erheblich größere Schiffe an.  Die Anlage war zunächst nur für Reparaturen gedacht, aber schon bald erhielt Bergsunds Bauaufträge aus dem Ausland, insbesondere Russland, und erweiterte die Finnboda Werft dementsprechend.  Im Jahr 1882 beschäftigte die Werft bereits 280 Arbeiter, während es 1878 erst 29 gewesen waren. Das erste bei Finnboda gebaute Schiff war im Jahr 1882 der Frachtdampfer Talmud für Ludwig Nobel in Sankt Petersburg. In den Jahren bis zur Jahrhundertwende entwickelte sich die Finnboda Werft zu einer der größten in Schweden, nur übertroffen durch die Götaverken in Göteborg. Am Ende der 1880er Jahre arbeiteten rund 700 Mann auf der Werft.  Die Schwedische Marine war ein wichtiger Auftraggeber in diesen Anfangsjahren. Für sie baute man nicht nur Kanonenboote und andere kleinere Schiffe, sondern auch 1893 das Panzerschiff Thule, das Panzerschiff Oden und 1905/06 den Panzerkreuzer Fylgia.  
Nach Beginn des Ersten Weltkriegs geriet Bergsunds, auch wegen der kriegsbedingten Beeinträchtigungen in Handel und  Schiffsverkehr, in finanzielle Schwierigkeiten, und im Jahre 1916 wurde die Finnboda Werft an die Stockholms Rederi AB Svea verkauft, die die Werft in eine eigenständige Gesellschaft, AB Finnboda Werft, umstrukturierte.  Die im Herbst 1929 einsetzende Weltwirtschaftskrise wirkte sich auch auf die Rentabilität von Finnboda aus, und 1930 gab es Überlegungen, den Geschäftsschwerpunkt vom Schiffbau auf andere Sparten zu verlagern, was aber dann nicht durchgeführt wurde.  Mit der Einführung moderner Schweißtechnik im Jahre 1935 kam ein neuer Aufschwung.  Die erste Schweißhalle der Werft wurde 1940 gebaut.  Gegen Ende der 1950er Jahre wurde die Helling erweitert, so dass nun Schiffe von bis zu 13000 Tonnen Größe gebaut werden konnten.  (Allerdings wurde nur ein Schiff dieser Größe bestellt.)  Der Bau von Schleusentoren und Brücken half, die vorhandenen Produktionskapazitäten auszulasten. 

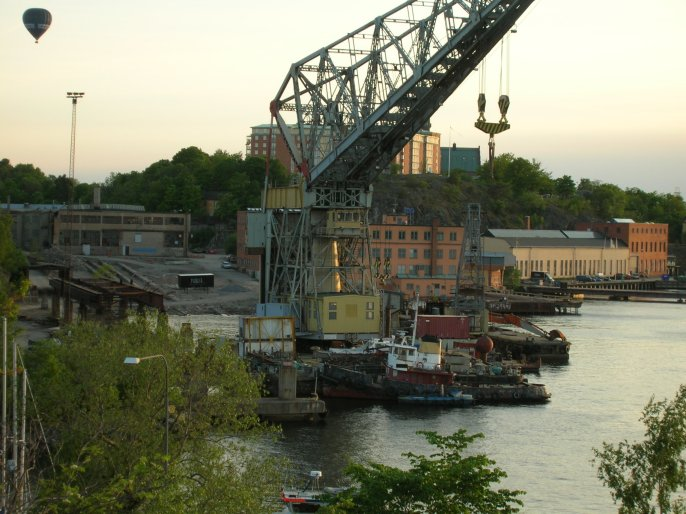
Reste der Finnboda Werft, 2005

Als die Svea in den späten 1960er Jahren in Schwierigkeiten geriet, verkaufte sie Finnboda im Jahre 1970 an die Salén Reederei, die bereits Eigner der Ekensbergs Werft in Gröndal (Stockholm) war.  Ekensberg war, wie schon Bergsunds, durch die Slussen zum Saltsjön gehandicapt und wurde nach der Übernahme von Finnboda geschlossen; Maschinen und Personal wurden nach Finnboda verlegt.  Salén modernisierte die Werft, unter anderem mit dem Bau einer neuen Schweißhalle und der Vergrößerung der Helling, auf der nunmehr Schiffe von bis zu 35.000 Tonnen gebaut werden konnten.  Die Belegschaft zählte etwa 700 Arbeitskräfte.
Die Ölkrise von 1973 brachte auch die schwedischen Werften in schwere Bedrängnis.  Finnboda überlebte zunächst noch vor allem mit Schiffsreparaturen und stellte auch Rümpfe für Bohrplattformen her.  Aber schon 1974 war Salén gezwungen, Finnboda in die bereits 1971 von Salén übernommenen Götaverken einzugliedern.  Nur drei Jahre später, 1977, wurde Götaverken von der staatlichen Svenska Varv übernommen, ebenso wie die Tochtergesellschaft Götaverken Finnboda AB.  Drei 35.000 Tonnen Schiffe wurden noch bei Finnboda gebaut, brachten aber einen Verlust von 200 Millionen Kronen ein. Am 11. Juni 1981 lief Finnbodas letzter Neubau vom Stapel, die 4929-BRT, 6700-Tonnen Nordic Link für die Reederei Sea-Link.  Die Werft blieb danach die zweitgrößte Schiffsreparaturwerft Schwedens.  Als aber ab 1990 die Nachfrage für Schiffsreparaturen stark abnahm, kam 1991 schließlich die Insolvenz und die Abwicklung der Firma. 
Koordinaten: 59° 18′ 56,1″ N, 18° 7′ 28,2″ O